# Katerina Harvati-Papatheodorou

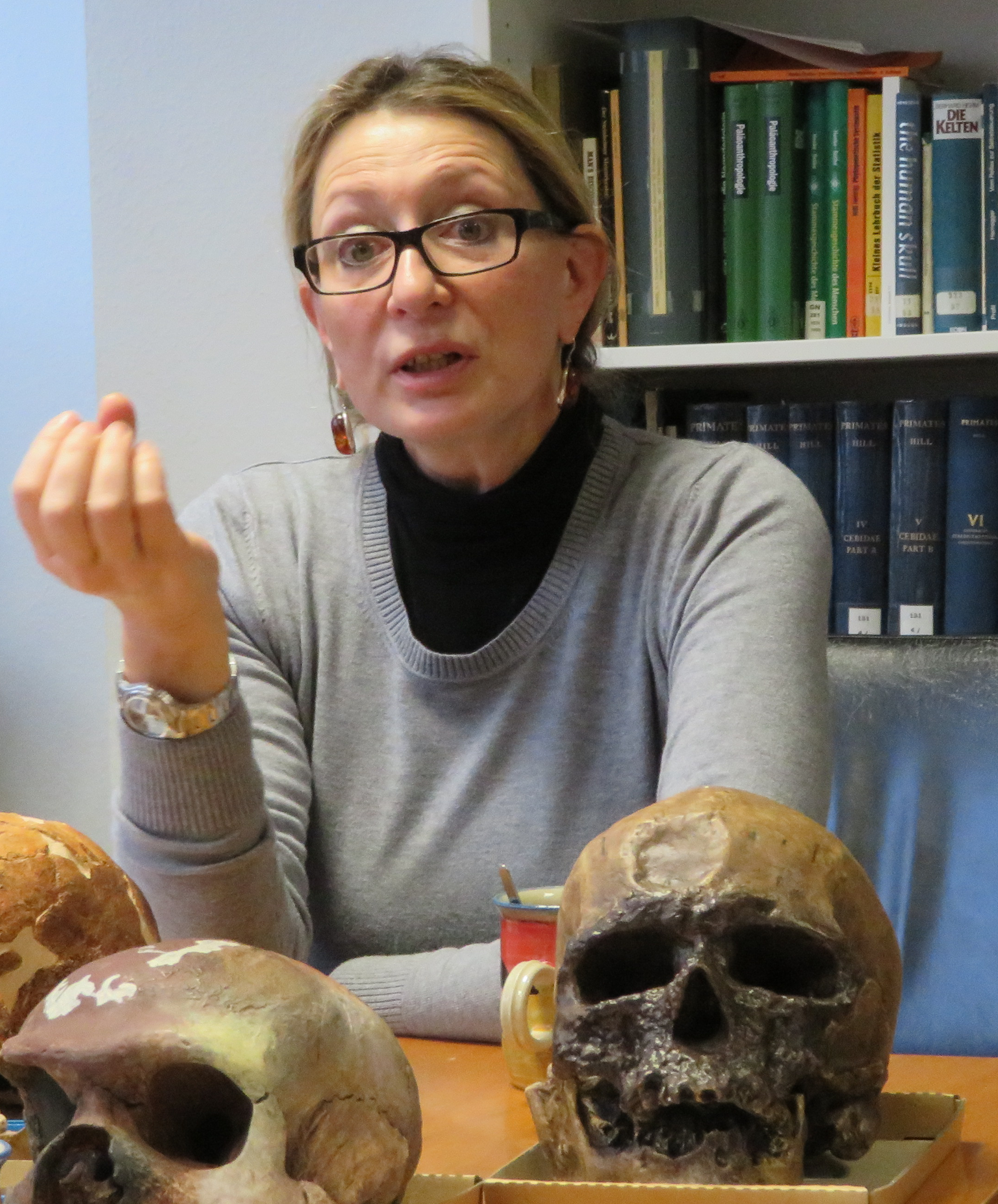
Katerina Harvati, 2023

Katerina Harvati-Papatheodorou (griechisch Κατερίνα Χαρβάτη-Παπαθεοδώρου Katerína Charváti-Papatheodórou, * 4. Juni 1970 in Athen, Griechenland) ist eine griechische Paläoanthropologin mit speziellen Interessen auf dem Gebiet der Erforschung der Evolution des Neandertalers. Seit 2009 ist sie Professorin für Paläoanthropologie an der Universität Tübingen und sein 2023 Direktorin des Senckenberg Center for Human Evolution and Paleoenvironment, das aus der seit 2008 bestehenden Forschungsstelle The Role of Culture in Early Expansions of Humans (ROCEEH) hervorging.

## Werdegang
Katerina Harvati wuchs in Athen auf und studierte zunächst Rechtswissenschaften an der Universität Athen. Sie brach dieses Studium jedoch schon nach dem ersten Semester ab und studierte stattdessen ab dem folgenden Jahr Anthropologie an der Columbia University in New York City (Bachelor-Abschluss 1994) und danach an der City University of New York (Magister-Abschluss am Hunter College 1998). 2001 promovierte sie an der City University of New York auf dem Gebiet der Primaten-Evolution.
Von 2001 bis 2004 forschte Harvati als Assistant Professor für Anthropologie an der New York University in New York City. Ab 2005 lehrte sie Paläoanthropologie an der Graduate School der City University of New York, und von 2004 bis 2009 war sie zudem Senior Researcher am Max-Planck-Institut für evolutionäre Anthropologie in Leipzig. 2009 folgten die Habilitation und die Berufung auf eine Professur für Paläoanthropologie an der Universität Tübingen. Von 2020 bis 2023 war sie Direktorin des Instituts für Archäologie der Universität Tübingen.
Seit 2020 ist Harvati zugleich Professorin an der Universität Bergen in Norwegen, und seit 2023 zusätzlich Direktorin des Senckenberg Center for Human Evolution and Paleoenvironment in Tübingen.
Harvati ist mit dem Unternehmer Elias Papatheodorou verheiratet, das Paar hat zwei Kinder.

## Forschung
Katerina Harvati erforscht die Stammesgeschichte des Menschen, insbesondere das Entstehen des anatomisch modernen Menschen (Homo sapiens) sowie des Neandertalers und verknüpft dabei das Beschreiben von morphologischen Variationen mit – beispielsweise ökologischen oder klimatischen – Veränderungen in der Umwelt, die das Herausbilden der je Art speziellen Merkmale und deren Varianten bewirkt haben. Dabei befasst sie sich auch mit Morphometrie und der 3-D-Visualisierung von Fossilien. Als federführende Senior-Autorin war sie 2018 an einer Studie beteiligt, in der Verletzungen an den Schädeln von Neandertalern und frühen anatomisch modernen Menschen verglichen wurden. Den Befunden zufolge war die Verletzungshäufigkeit in beiden Populationen annähernd gleich und bei Männern höher als bei Frauen. Dies widerlegte frühere Ansichten, die Neandertaler hätten ein gefährlicheres Leben als Homo sapiens führen und häufiger um ihr Überleben kämpfen müssen.
Ferner betreibt sie Feldforschung an zwei Grabungsstätten in Griechenland. 2019 publizierte sie eine virtuelle Rekonstruktion des Schädelfragments Apidima 1, das bereits 1978 in den südgriechischen Apidima-Höhlen entdeckt, jedoch jahrzehntelang keiner bestimmten Art zugeordnet worden war. Die am Computer erstellte Rekonstruktion ergab, dass der Schädel „eine Mischung aus modernen und primitiven Merkmalen“ des Homo sapiens aufweist. Beachtung über die naturwissenschaftlichen Fachzeitschriften hinaus fand insbesondere die Datierung des Fossils Apidima 1, die ein Alter von 210.000 Jahren ergab. Sollten Zuordnung und Datierung korrekt sein, wäre dieser Fund der älteste Beleg für die Anwesenheit des Homo sapiens in Europa.
Zudem ist sie seit 2021 eine der Chefredakteurinnen der Open-Access-Zeitschrift „PaleoAnthropology“, die von der Paleoanthropology Society und der European Society for the Study of Human Evolution herausgegeben wird und auch den Autoren dieser Fachzeitschrift keine Kostenbeteiligung auferlegt (non-profit publication).

## Ehrungen
- 2007: Die in Science publizierte Studie zum Hofmeyr-Schädel wurde von der Zeitschrift Time als eine der zehn wichtigsten wissenschaftlichen Arbeiten des Jahres bewertet.[8][9]
- 2010: Gewähltes Mitglied der American Association for the Advancement of Science[10]
- 2014: Landesforschungspreis für Grundlagenforschung des Landes Baden-Württemberg[11]
- seit 2020: Präsidentin der European Society for the Study of Human Evolution[12]
- 2021: Gottfried Wilhelm Leibniz-Preis
- 2022: Aufnahme als Mitglied der Sektion Anatomie und Anthropologie in die Nationale Akademie der Wissenschaften Leopoldina

## Schriften (Auswahl)
- Katerina Harvati und Rebecca R. Ackermann: Merging morphological and genetic evidence to assess hybridization in Western Eurasian late Pleistocene hominins. In: Nature Ecology & Evolution. Band 6, 2022, S. 1573–1585, doi:10.1038/s41559-022-01875-z.
- mit Hugo Reyes-Centeno: Evolution of Homo in the Middle and Late Pleistocene. In: Journal of Human Evolution. Band 173, 2022, 103279, doi:10.1016/j.jhevol.2022.103279.
- mit Vangelis Tourloukis: The Palaeolithic record of Greece: A synthesis of the evidence and a research agenda for the future. In: Quaternary International. Band 466, Part A, Februar 2018,S. 48–65, doi:10.1016/j.quaint.2017.04.020.
- mit Jean-Jacques Hublin et al.: New fossils from Jebel Irhoud, Morocco and the pan-African origin of Homo sapiens. In: Nature. Band 546, 2017, S. 289–292, doi:10.1038/nature22336.
- Hugo Reyes-Centeno, Katerina Harvati und Gerhard Jäger: Tracking modern human population history from linguistic and cranial phenotype. In: Scientific Reports. Band 6, Artikel Nr. 36645, 2016, doi:10.1038/srep36645.
- mit Marlijn Lisanne Noback: The contribution of diet to global human cranial variation. In: Journal of Human Evolution. Band 80, 2015, S. 34–50, doi:10.1016/j.jhevol.2014.11.005.
- New Neanderthal remains from Mani peninsula, Southern Greece: The Kalamakia Middle Paleolithic cave site. In: Journal of Human Evolution. Band 64, Nr. 6, 2013, S. 486–499, doi:10.1016/j.jhevol.2013.02.002.
- mit Chris Stringer et al.: The Later Stone Age Calvaria from Iwo Eleru, Nigeria: Morphology and Chronology. In: PLoS ONE. Band 6, Nr. 9, 2011: e24024, doi:10.1371/journal.pone.0024024.
- Mark Hubbe, Walter A. Neves, Katerina Harvati: Testing Evolutionary and Dispersion Scenarios for the Settlement of the New World. In: PLoS ONE. Band 5, Nr. 6, 2010, doi:10.1371/journal.pone.0011105.
- Neanderthals and their contemporaries. In: Winfried Henke und Ian Tattersall (Hrsg.): Handbook of Paleoanthropology, Vol. 3: Phylogeny of Hominines. Springer, 2007, S. 1717–1748.
- Neanderthal taxonomy reconsidered: Implications of 3D primate models of intra- and interspecific differences. In: PNAS. Band 101, Nr. 5, 2004, S. 1147–1152, doi:10.1073/pnas.0308085100.

## Belege
1. ↑  Curriculum Vitae Prof Dr Katerina Harvati-Papatheodorou. Auf: leopoldina.org, Stand: Dezember 2023. 
ERC Consolidator Grant für Katerina Harvati. Auf: idw-online vom 16. Dezember 2016.
2. ↑  Katerina Harvati. In: Current Biology. Band 31, Nr. 9, 2021, S. R418–R419, doi:10.1016/j.cub.2021.04.003, Volltext
3. ↑  Judith Beier, Nils Anthes, Joachim Wahl und Katerina Harvati: Similar cranial trauma prevalence among Neanderthals and Upper Palaeolithic modern humans. In: Nature. Band 563, 2018, S. 686–690, doi:10.1038/s41586-018-0696-8.
4. ↑  Der früheste Nachweis von Homo sapiens außerhalb Afrikas ist ein Fund aus Griechenland. Auf: archaeologie-online.de vom 12. Juli 2019.
 Kam der Mensch viel früher nach Europa? Auf: dw.com vom 10. Juli 2019.
5. ↑  How This Decade of Archaeology Changed What We Know About Human Origins. Auf: gizmodo.com vom 29. Oktober 2019.
The science stories that shaped 2019 / We found our earliest European ancestors. Auf: theguardian.com vom 22. Dezember 2019.
#23 in our top science stories of 2019 / Scientists Find the Oldest Human Skull Outside of Africa. Auf: discovermagazine.com vom 25. Dezember 2019.
The 10 Biggest Archaeology Discoveries of 2019 / Failed attempt to leave Africa. Auf: livescience.com vom 26. Dezember 2019.
6. ↑  Katerina Harvati et al.: Apidima Cave fossils provide earliest evidence of Homo sapiens in Eurasia. In: Nature. Band 571, 2019, S. 500–504, doi:10.1038/s41586-019-1376-z (Volltext).
 Frühester Homo sapiens außerhalb Afrikas in Griechenland gefunden. Auf: idw-online.de vom 10. Juli 2019.
7. ↑  PaleoAnthropology, Editorial Team.
8. ↑  Frederick E. Grine, Richard M. Bailey, Katerina Harvati et al.: Late Pleistocene Human Skull from Hofmeyr, South Africa and Modern Human Origins. In: Science. Band 315, Nr. 5809, 2007, S. 226–229, doi:10.1126/science.1136294, Volltext.
9. ↑  Top 10 Scientific Discoveries  Auf: time.com vom 9. Dezember 2007 
 Katerina Harvati vom Max-Planck-Institut unter den TOP 10 vom internationalen TIME Magazine. Auf: dhwv.de, Dezember 2007
10. ↑  AAAS Members Elected as Fellows. Auf: aaas.org vom 18. Dezember 2009
11. ↑  Landesforschungspreis 2014. Auf: mwk.baden-wuerttemberg.de vom 29. Oktober 2014
12. ↑  European Society for the study of Human Evolution: About us.

| Personendaten    | Personendaten                                  |
| ---------------- | ---------------------------------------------- |
| NAME             | Harvati-Papatheodorou, Katerina                |
| ALTERNATIVNAMEN  | Harvati, Katerina                              |
| KURZBESCHREIBUNG | griechische Paläoanthropologin und Professorin |
| GEBURTSDATUM     | 4. Juni 1970                                   |
| GEBURTSORT       | Athen, Griechenland                            |